# Alfonso Arau
Alfonso Arau Incháustegui (Ciudad de México; 11 de enero de 1932), conocido como Alfonso Arau, es un actor, director de cine y músico mexicano.
Ha dirigido películas de éxito, como Como agua para chocolate (del libro homónimo de Laura Esquivel) o Un paseo por las nubes, con Keanu Reeves, Aitana Sánchez-Gijón y Anthony Quinn y otras cómo Zapata, el sueño del héroe, en 2004, al lado de Alejandro Fernández.

## Biografía y carrera
A la muerte de su padre, vivió con su tío José Manuel Incháustegui, quien pagó sus estudios en la Facultad de Medicina de la Universidad Nacional Autónoma de México (UNAM), mismos que abandonó para integrarse al escuadrón de motociclismo de la policía de la Ciudad de México. Ahí, comenzó a relacionarse con el medio artístico luego de que fuera asignado como chofer del comediante Sergio Corona, con quien inició su carrera como cómico y bailarín. Ambos formaron el dúo cómico Corona-Arau, que estuvo activo de 1950 a 1958, realizando diversas giras por México y algunos países. En el transcurso de estos actos de comedia, hizo su debut en el cine durante la Época de Oro del cine mexicano participando como bailarín no acreditado en las cintas Miradas que matan y El casto Susano, ambas de 1954,  y Caras Nuevas de 1956.
En 1959, el dúo Corona y Arau se separaron y este último permaneció en Cuba, donde fundó el «Teatro Musical de La Habana». Después de vivir en La Habana, viajó a París. En esa ciudad, conoció a Alejandro Jodorowsky, con quien realizaría después el montaje de teatro alternativo Locuras felices. En 1965, intervino como en la película En este pueblo no hay ladrones. En el mismo año, a solicitud de Ernesto Alonso, inició el grupo de rock denominado Los Tepetatles, un proyecto artístico que parodia a The Beatles en el que participaron también Los rebeldes del rock, Carlos Monsiváis, José Luis Cuevas y Vicente Rojo.
En 1969, tuvo un destacado papel secundario en la película estadounidense The Wild Bunch, dirigida por Sam Peckinpah, formando parte de un reparto en el que destacaban Emilio Fernández, William Holden, Ernest Borgnine, Robert Ryan, Warren Oates, Ben Johnson y Edmond O'Brien.
Dos años después, en 1967, intervino en Pedro Páramo, en su papel de "El Saltaperico" o "Provocador de Sueños", cinta donde también actúan John Gavin, Ignacio López Tarso, Narciso Busquets, Pilar Pellicer y que fuese dirigida por Carlos Velo. Participó en el doblaje a español de El libro de la selva, interpretando a Kaa.
En 1971 actuó, coescribió y dirigió su primer largometraje El águila descalza, la historia de un héroe urbano para quien las tachuelas son lo que la kryptonita para Supermán. Fue protagonizado por el propio Arau, al lado de Ofelia Medina, José Gálvez, Roberto Cobo "Calambres", Héctor Ortega y Pancho Córdova.
En 1973, actuó y dirigió Calzonzin inspector, de la historieta Los Supermachos, de Rius, a quien no le gustó mucho la película. Se trata de una crítica al PRI y sus caciques. Es notable la actuación de Pancho Córdova interpretando al cacique del pueblo, Don Perpetuo del Rosal, en clara alusión al entonces regente Alfonso Corona del Rosal. Existen dos versiones de la película, la más corta con escenas eliminadas y en la más notable aparece cómo un policía dispara a un granjero por la espalda.
También, destaca El rincón de las vírgenes (1972), ambientada en el México de los años 1920, filmada al lado de Emilio "El Indio" Fernández, Carmen Salinas y Rosalba Brambila, adaptación del cuento "Anacleto Morones", de Juan Rulfo, dirigida por Alberto Isaac.
En 1974, tuvo un rol protagónico en Tívoli, dirigida por Alberto Isaac, la cual narra la historia de la clausura y demolición del Teatro Tívoli en la Ciudad de México en 1963, por motivo de ampliaciones hacia el norte del Paseo de la Reforma de esa capital. Arau, en su papel del "Tiliches", trabaja al lado de Ernesto Gómez Cruz, Pancho Córdova, Héctor Ortega, Dámaso Pérez Prado y Carmen Salinas, entre otros.
En 1979, actuó y dirigió Mojado power, al lado de Blanca Guerra y Socorro Bonilla, que narra la historia de un inmigrante que decide hacer en Los Ángeles, California, una organización en defensa de los derechos de los inmigrantes mexicanos en los Estados Unidos.[cita requerida]
En abril de 1992, estrena la película que por décadas fue la más taquillera en la historia del cine mexicano, así como la más costosa hasta ese año y, por supuesto, la primera cinta mexicana que le abre las puertas de Hollywood y del cine mundial a la decadente industria mexicana, Como agua para chocolate, basada en la novela de su entonces esposa, Laura Esquivel, considerada una de las mejores 500 películas en la historia de la cinematografía mundial y de las mejores 100 en el cine mexicano. Hito en la historia del México contemporáneo que sembró la semilla para que grandes directores y actores también mexicanos destacaran en el cine mundial.[cita requerida]
En 2000, dirigió a Woody Allen en la película Picking up the pieces. Es de destacar que este film es el primero en que el actor y director Woody Allen es dirigido por alguien que no sea él mismo, así como la primera vez que filmó fuera de NYC.
En 2004, estrenó la película Zapata, el sueño de un héroe, protagonizada por Alejandro Fernández. Dicho filme recibió malos comentarios de la crítica cinematográfica y no fue un éxito en taquillas, pese a la producción millonaria invertida.
A partir del año 2000 y ya como una figura destacada e importante, dirigió a Woody Allen y a celebridades como Sharon Stone, Maria Grazia Cucinotta, Geraldine Chaplin o Fran Drescher, entre otras.[cita requerida]
Elogiado en el gremio, ha recibido varios premios, nominaciones y reconocimientos; entre ellos, el Premio Luminaria, en el Festival de Cine de Santa Fe en diciembre de 2004, o las nominaciones a los Globos de Oro, premios Bafta y dos veces consecutivas candidato al Premio Nacional de Ciencias y Artes que otorga el gobierno mexicano.[cita requerida]
Para el 2009, intentó rodar una película sobre la vida de Carlos Gardel que tendría en su elenco a figuras como Raoul Bova, Jaime Camil, Lindsay Lohan, Paz Vega y Shakira. No obstante, este proyecto nunca se llevó a cabo.
En 2016, actuó en la cinta Malacopa, de Armando Casas.

## Música
En 1965, a solicitud del actor Ernesto Alonso, formó el grupo musical Los Tepetatles, pionero del rock mexicano. Fue producido y dirigido por Alfonso Arau, la letra y los arreglos corrieron a cargo de Carlos Monsiváis y del coreógrafo Salvador Flores; el diseño estuvo a cargo de José Luis Cuevas y de Vicente Rojo. La producción tuvo por nombre "Triunfo y aplastamiento del mundo moderno con gran riesgo de Arau y mucho ruido ARAU A GO GO".[cita requerida]
Los integrantes fueron:
- Voz: Alfonso Arau
- Guitarra: Marco A. Lisama
- Bajo: Marco Polo Tena
- Batería: José Luis Martínez
- Piano: Julián Bert

La discografía contiene las siguientes melodías:
- The Tepetatles
- Cordobés
- Zona Rosa
- Que te pique el Mozambique
- El último romántico
- Sitting
- Rockturno
- Teotihuacán a go-go
- Snif, snif, gulp, gulp
- Tlalocman
- Los Monstruos
- El peatón estaba muerto y el semáforo lloraba

## Premios y reconocimientos
| Año  | Premio/Asociación                                     | Categoría                                          | Película                                           |
| ---- | ----------------------------------------------------- | -------------------------------------------------- | -------------------------------------------------- |
| 1972 | Premio Ariel                                          | Mejor película                                     | El águila descalza                                 |
| 1972 | Premio Ariel                                          | Mejor actor                                        | El águila descalza                                 |
| 1972 | Premio Ariel                                          | Mejor argumento original                           | El águila descalza                                 |
| 1972 | Premio Ariel                                          | Mejor guion cinematográfico                        | El águila descalza                                 |
| 1972 | Premio Diosa de Plata                                 | Mejor guion                                        | El águila descalza                                 |
| 1972 | Premio Diosa de Plata                                 | Mejor ópera prima                                  | El águila descalza                                 |
| 1974 | Premio Ariel                                          | Mejor fotografía                                   | Calzonzin inspector                                |
| 1974 | Premio Ariel                                          | Mejor dirección de arte                            | Calzonzin inspector                                |
| 1974 | Asociación de Cronistas de Espectáculos de Nueva York | Mejor actor                                        | Calzonzin inspector                                |
| 1992 | Premio Ariel                                          | Mejor Película                                     | Como agua para chocolate                           |
| 1992 | Premio Ariel                                          | Mejor dirección                                    | Como agua para chocolate                           |
| 1992 | Premio Ariel                                          | Mejor dirección de arte                            | Como agua para chocolate                           |
| 1992 | Premio Ariel                                          | Mejor ambientación                                 | Como agua para chocolate                           |
| 1992 | Muestra de Cine Mexicano                              | Premio de la Audiencia                             | Como agua para chocolate                           |
| 1992 | Premio Hugo                                           | Mejor guion                                        | Como agua para chocolate                           |
| 1992 | Premio Hugo                                           | Premio de la Audiencia                             | Como agua para chocolate                           |
| 1992 | Premio Unicornio de Oro                               | Mejor película                                     | Como agua para chocolate                           |
| 1992 | Festival Internacional de Cine de Sudbury             | Mejor película Internacional                       | Como agua para chocolate                           |
| 1993 | Asociación de Cronistas de Espectáculos de Nueva York | Mejor director                                     | Como agua para chocolate                           |
| 2015 | Medalla al Mérito Cinematográfico Salvador Toscano    | Medalla al Mérito Cinematográfico Salvador Toscano | Medalla al Mérito Cinematográfico Salvador Toscano |

- Nominado al Premio BAFTA a Mejor película de habla no inglesa, por Como agua para chocolate, en 1994.
- Nominado al Globo de Oro por Como agua para chocolate, en 1993.